# Nyctalus montanus
Nyctalus montanus é uma espécie de morcego da família Vespertilionidae. Pode ser encontrado no Afeganistão, Índia e Nepal.